# Fernand Toussaint

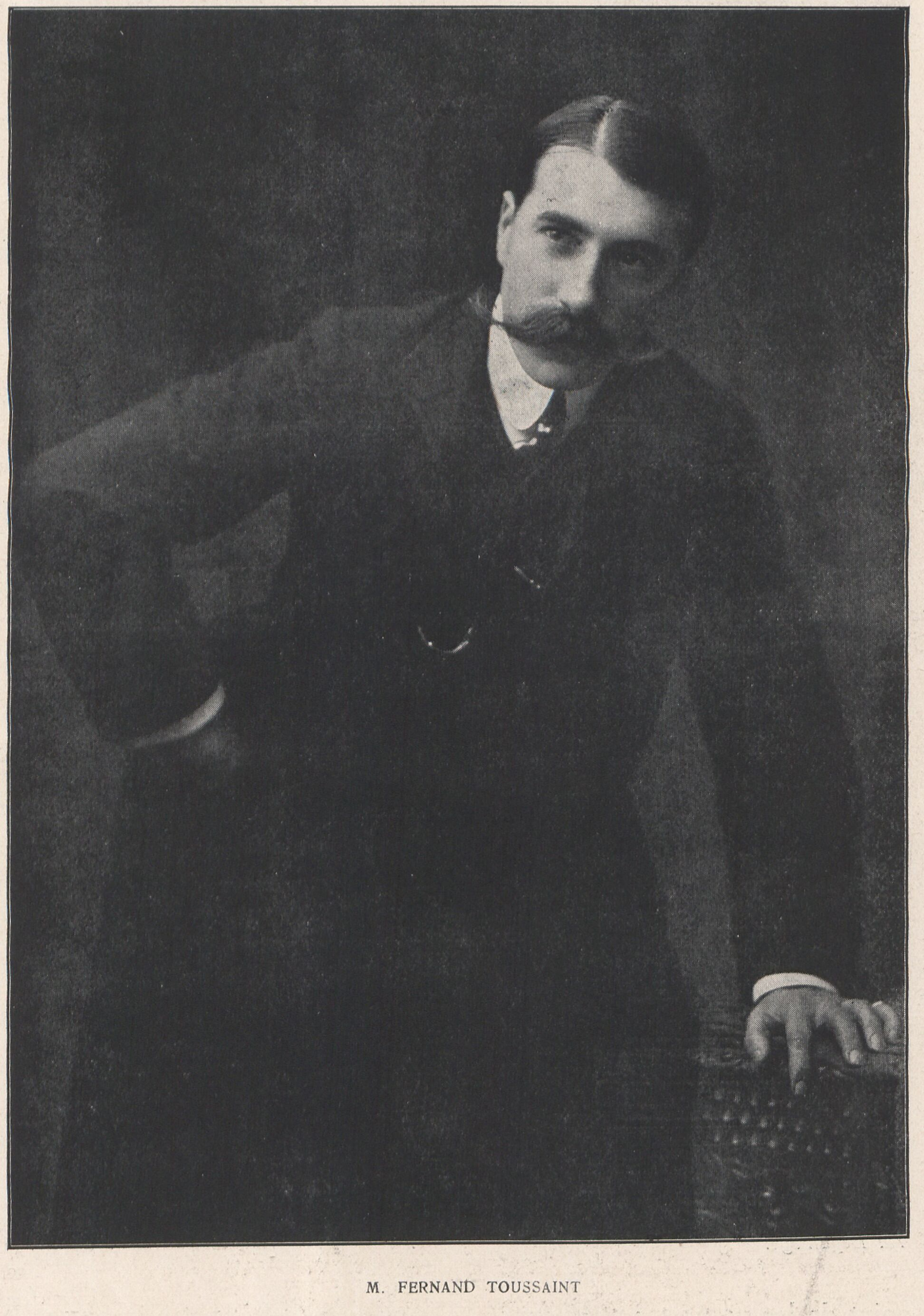
Fernand Toussaint

Fernand Toussaint (Brussel, 1873 - Elsene, 1956) was een schilder van de 20ste-eeuwse Belgische school.

## Situering
Toussaint was een schilder van figuren, portretten, naakten, genretaferelen, interieurs met figuren, landschappen, marines, stillevens en bloemen. Hij was aquarellist, tekenaar en lithograaf. 
Hij was gefascineerd door de meesters van het vrouwelijk portret: hun invloed is zijn leven lang zichtbaar gebleven in zijn werk. Als kunstenaar met een aristocratische en geraffineerde smaak, schitterde hij tevens als schilder van bloemen en landschappen. Hij ontwierp ook enkele affiches en decoratieplaten in art-nouveaustijl.

## Levensloop
Opgevoed in een burgerlijk en gecultiveerd gezin, had men al snel begrepen dat zijn jonge talent diende aangemoedigd te worden. Op vijftienjarige leeftijd werd hij leerling bij Jean Portaels. Op zijn achttiende trok hij naar Parijs waar hij zijn studies afrondde en een nauwe band smeedde met Alfred Stevens. Hij nam er voor het eerst aan een tentoonstelling deel, die van het Salon des artistes français. Hij werd lid van de kunstgroep Le Sillon en nam ook deel aan tentoonstellingen van La Libre Esthétique.
In 1929 wijdde het tijdschrift "l'Illustration" een speciaal nummer aan het Salon van Parijs, dat hem datzelfde jaar een gouden medaille had toegekend voor een vrouwenportret. Hij voelde zich aangetrokken tot de grote Engelse meesters, zoals George Romney en Thomas Gainsborough.
Fernand Toussaints werk kent een wereldwijde faam en bevindt zich in grote privéverzamelingen en in musea zoals in Antwerpen, Elsene en Grenoble. Affiches van hem vindt men onder meer in het Affichenmuseum in Spa.